# 北海道道1025号静内浦河線

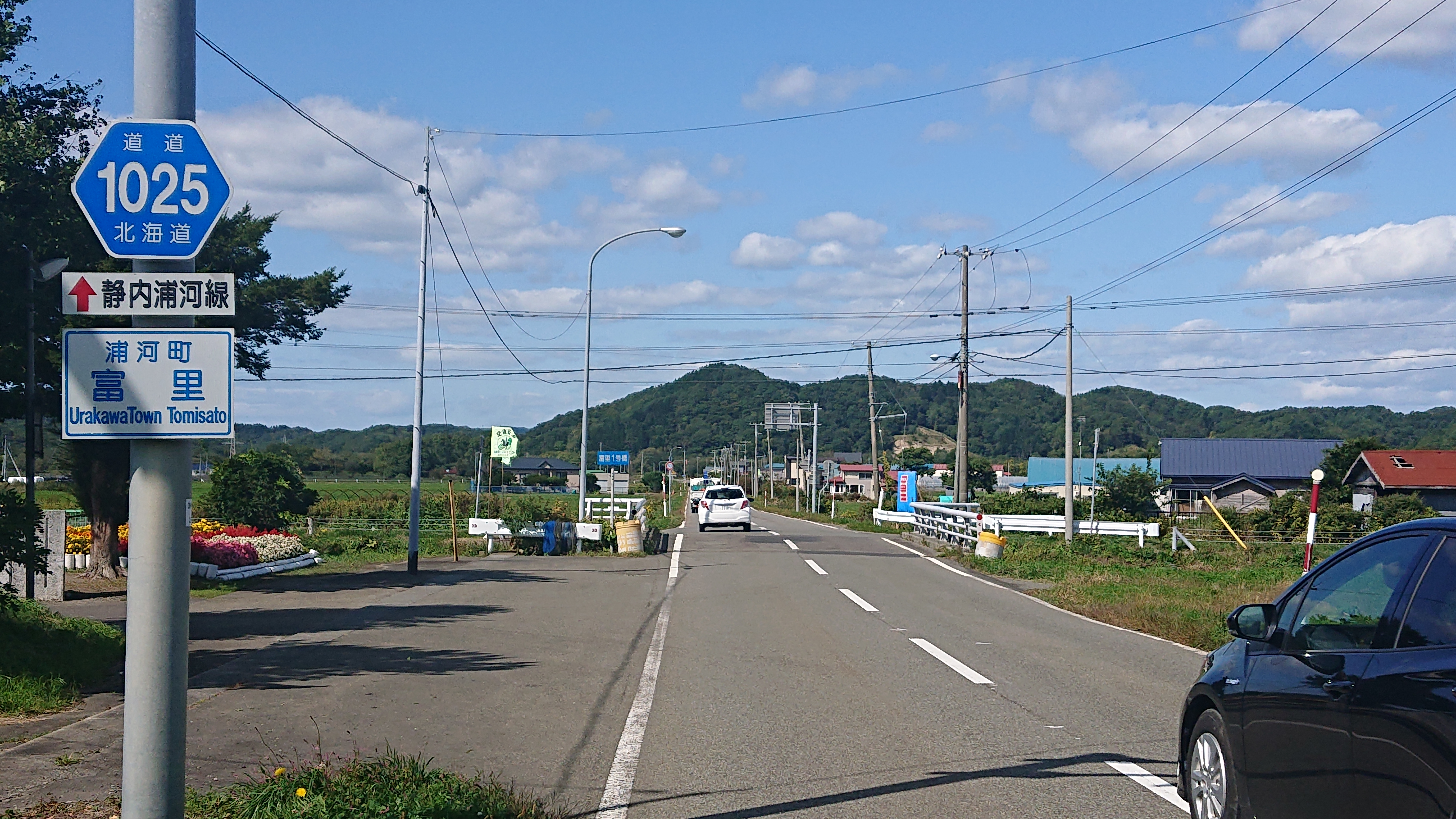
北海道道1025号静内浦河線

北海道道1025号静内浦河線（ほっかいどうどう1025ごう しずないうらかわせん）は、北海道日高郡新ひだか町と浦河郡浦河町を結ぶ一般道道である。

## 概要

### 路線データ
- 起点：北海道日高郡新ひだか町静内田原（北海道道71号平取静内線・北海道道111号静内中札内線交点）
- 終点：北海道浦河郡浦河町字西舎（国道236号交点）
- 総延長：58.450 km
- 実延長：51.634 km
- 重用延長：6.816 km

### 道路管理者
- 胆振総合振興局 室蘭建設管理部 門別出張所
- 胆振総合振興局 室蘭建設管理部 浦河出張所

## 歴史
- 1982年（昭和57年）9月30日 - 路線認定[1]。

## 路線状況

### 重複区間
- 北海道道637号西川東静内停車場線（新ひだか町静内西川 - 新ひだか町静内川合）
- 北海道道348号野深荻伏停車場線（浦河町字瑞穂 - 浦河町荻伏町）
- 北海道道481号上向別浦河停車場線（浦河町堺町 - 浦河町字向別）

### 道路施設

#### 主な橋梁
- 碧蘂橋（365 m、静内川、新ひだか町静内田原 - 新ひだか町静内豊畑）
- シカルベ橋（151 m、三石川、新ひだか町三石富澤 - 新ひだか町三石福畑）
- 富栄橋（211 m、元浦川、浦河町荻伏町 - 浦河町字富里）

## 地理

### 通過する自治体
- 日高振興局
  - 日高郡新ひだか町
  - 浦河郡浦河町

### 交差する道路
新ひだか町
- 北海道道71号平取静内線 - 静内田原（起点）
- 北海道道111号静内中札内線 - 静内田原（起点）
- 北海道道637号西川東静内停車場線 - 静内西川、静内川合（重複）
- 北海道道796号西端春立線 - 三石西端
- 北海道道534号富沢日高三石停車場線 - 三石富澤
- 北海道道234号美河三石停車場線 - 三石本桐

浦河町
- 北海道道348号野深荻伏停車場線 - 字瑞穂、荻伏町（重複）
- 北海道道481号上向別浦河停車場線 - 堺町、字向別（重複）
- 国道236号 - 字西舎（終点）